# Leon Bobicki
Leon Bobicki (ur. 10 kwietnia 1887 w Tambowie, zm. 17/18 lutego 1943 w Warszawie) – pułkownik dyplomowany saperów Wojska Polskiego, kawaler Orderu Virtuti Militari.

## Życiorys
Urodził się 10 kwietnia 1887 w Tambowie (Rosja), w rodzinie Ignacego, pułkownika Armii Imperium Rosyjskiego, i Eweliny z Pieńkowskich. Miał brata Wiktora, kapitana WP, i siostrę Helenę, nauczycielkę. Ukończył korpus kadetów w Moskwie (1904) i Nikołajewską Szkołę Inżynieryjną w Petersburgu (1906). Był oficerem zawodowym w wojsku rosyjskim, brał udział w I wojnie światowej. Służył w II Korpusie Polskim w Rosji, później w Wojsku Polskim na Wschodzie. Pod koniec 1917 w stopniu kapitana został wybrany prezesem Związku Wojskowych Polaków Frontu Rumuńskiego z siedzibą w Jassach. Został oficerem Armii Polskiej we Francji gen. Józefa Hallera. W stopniu podpułkownika sprawował stanowisko szefa sztabu 4 Dywizji Strzelców Polskich.
Po odzyskaniu przez Polskę niepodległości został przyjęty do Wojska Polskiego przez Naczelnego Wodza Wojsk Polskich w 1919. Uczestniczył w wojnie polsko-bolszewickiej. W tym czasie od 4 czerwca 1920 pełnił funkcję szefa sztabu Dowództwa Okręgu Korpusu Nr VIII w Toruniu oraz 10 Dywizji Piechoty. 31 lipca 1920 został mianowany szefem sztabu Gubernatorstwa Wojskowego Warszawy i Dowództwa Okręgu Generalnego Warszawa. Następnie był szefem sztabu Naczelnego Dowództwa Wojsk Litwy Środkowej. Po zajęciu Litwy Środkowej przez wojska gen. Lucjana Żeligowskiego (bunt Żeligowskiego), 9 października 1920 był jednym z sygnatariuszy odezwy „Do ludności Litwy Środkowej”, którzy jako członkowie Tymczasowej Komisji Rządzącej podpisali ją obok generała. W strukturze Tymczasowej Komisji Rządzącej 12 października 1920 został mianowany przez Naczelnego Dowódcę Wojsk Litwy Środkowej gen. Lucjana Żeligowskiego na stanowisko dyrektora Departamentu Obrony Krajowej.
W latach 20. II Rzeczypospolitej był oficerem 1 pułku saperów w Modlinie. Został awansowany do stopnia pułkownika saperów ze starszeństwem z dniem 1 czerwca 1919. Został mianowany attaché wojskowym w Konstantynopolu i pełnił tę funkcję od 1921 do 1924. Z dniem 31 grudnia 1924 został przeniesiony w stan nieczynny na okres dwóch lat, otrzymując zgodę na wykonywanie zawodu cywilnego. W 1928 jako oficer nadetatowy 1 pułku saperów pozostawał w dyspozycji szefa Departamentu Inżynierii Ministerstwa Spraw Wojskowych. Z dniem 31 marca 1929 został przeniesiony w stan spoczynku. W 1934 jako pułkownik w stanie spoczynku był przydzielony do Oficerskiej Kadry Okręgowej nr I jako oficer przewidziany do użycia w czasie wojny i pozostawał wówczas w ewidencji Powiatowej Komendy Uzupełnień Warszawa Miasto III. Pełnił funkcję prezesa komitetu wykonawczego Związku Kaniowczyków i Żeligowczyków. Pracował w firmie A. Jurzykowski S.A., później od 1935 aż do śmierci prowadził wraz z bratem własną firmę produkcyjno-handlową.
Był autorem relacji pt. O tworzeniu się II Korpusu Polskiego na Ukrainie i publikacji Z dziejów Kaniowa.
Był mężem Janiny z Potockich (1886–1988), z którą miał trzy córki: Halinę, Irenę i Janinę (1916–1996).
Zginął w nocy z 17 na 18 lutego 1943 we własnym mieszkaniu z rąk gestapowców podczas próby aresztowania. Spoczywa, razem z żoną, na Cmentarzu Wojskowym na Powązkach (kwatera B12-1-14).

## Ordery i odznaczenia
- Krzyż Srebrny Orderu Wojskowego Virtuti Militari nr 5219 (28 lutego 1922)[27]
- Krzyż Walecznych (dwukrotnie)[1]
- Złoty Krzyż Zasługi (29 kwietnia 1925)[28]
- Krzyż Zasługi Wojsk Litwy Środkowej (1926)[29]
- Medal Pamiątkowy za Wojnę 1918–1921[1]
- Medal Dziesięciolecia Odzyskanej Niepodległości[1]
- Order Świętego Włodzimierza IV klasy z mieczami i kokardą (Imperium Rosyjskie)[3]
- Order Świętej Anny II klasy z mieczami (Imperium Rosyjskie)[3]
- Order Świętej Anny III klasy z mieczami i kokardą (Imperium Rosyjskie)[3]
- Order Świętej Anny IV klasy (szabla za waleczność – „За храбрость”) (Imperium Rosyjskie)[3]
- Order Świętego Stanisława II klasy z mieczami (Imperium Rosyjskie)[3]
- Order Świętego Stanisława III klasy z mieczami i kokardą (Imperium Rosyjskie)[3]
- Krzyż Wojenny (Francja)[1]
- Medal Zwycięstwa („Médaille Interalliée”)[1]